# Platygaster zethus
Platygaster zethus är en stekelart som beskrevs av Walker 1839. Platygaster zethus ingår i släktet Platygaster och familjen gallmyggesteklar. Inga underarter finns listade i Catalogue of Life.